# 興仁之門
興仁之門（フンインジムン、こうじんしもん）は、李氏朝鮮時代に漢陽（ソウル）を取り囲んだ城郭の門。東大門（トンデムン、とうだいもん）とも言い、大韓民国指定宝物第1号に指定されている。

## 概要
1396年（太祖5年）に初めて建てられ、1453年（端宗元年）と1869年（高宗6年）に修繕されている。四大門の名前は儒学の徳目である“仁義礼智信”から取ったが、これにより東西南北の四大門は興仁之門、敦義門、崇礼門、粛靖門（智の代わりに靖を使った）となった（ちなみに最後の信は高宗代にソウルの中心だった“普信閣”の名前に使われた）。なお、他の四大門の名前が3字であるのに対し、興仁之門だけが4字となったが、これは風水地理によると、漢陽の東の地気が弱く、その気を高めるため4字にしたとされる。
日本統治下の1934年、朝鮮総督府は崇礼門を宝物第1号に、興仁之門を宝物第2号に指定した。日本（朝鮮総督府）は、崇礼門と興仁之門を朝鮮における最重要文化財としてほぼ同列に扱った。1962年、大韓民国政府は、崇礼門を国宝第1号に指定したが、興仁之門は国宝に指定されず、1963年、格下の大韓民国指定宝物第1号になった。理由は、現在の門は1869年に建て直されたためとされる。
元々興仁之門は東大門区に属したが、何度か行政区域が調整され、現在は鐘路区 に属している。
2018年3月9日午前2時頃、放火により2階欄干付近から出火したが、約4分で消防署員らにより鎮火され、大きな被害は無かった。